# Бигль (корабль)
HMS Beagle (Корабль Его Величества «Бигль») — десятипушечный бриг-шлюп типа «Чероки»[en], второй корабль Королевского флота Великобритании, носивший это имя. Назван в честь породы собак бигль (англ. beagle). Во время празднования коронации Георга IV «Бигль» первым прошёл под новым Лондонским мостом. С 27 декабря 1831 по 2 октября 1836 года участвовал в исследовательской экспедиции, в которой принял участие Чарлз Дарвин.
Всего за историю британского королевского военно-морского флота восемь кораблей носили имя «Бигль», но только этот приобрёл всемирную известность.

## История
Спущенный на воду 11 мая 1820 года из Вулвичского дока на Темзе, он обошёлся казне в 7803 фунта стерлингов. В июле того же года «Бигль» принял участие в военно-морском параде на праздновании коронации Георга IV и был первым кораблём, который прошёл под новым Лондонским мостом. После этого он за ненадобностью некоторое время простоял в резерве. В 1825 году «Бигль» был переоборудован в барк для исследовательских целей и принял участие в четырёх гидрографических экспедициях.

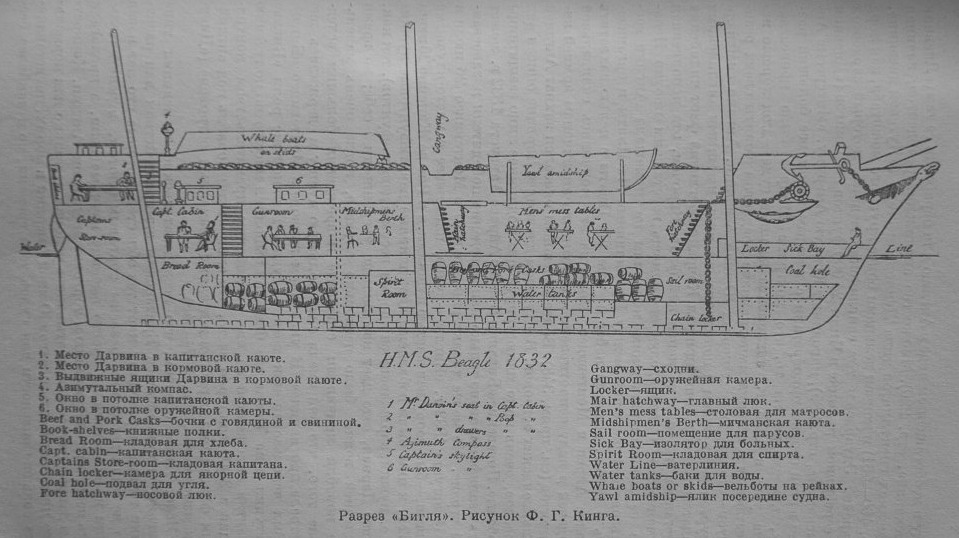
Продольный разрез «Бигля» (1832)

Участвовал в гидрографической экспедиции капитана Филлипа Паркера Кинга, которая занималась съёмкой южного побережья Южной Америки под командованием сначала капитана Стокса, затем лейтенанта Роберта Фицроя.
Во второй экспедиции (27 декабря 1831 — 2 октября 1836), под командованием капитана третьего ранга Роберта Фицроя, принял участие молодой натуралист Чарлз Дарвин, труды которого сделали этот корабль одним из самых знаменитых в истории. Во время этой экспедиции «Бигль» обогнул Южную Америку, после чего, посетив Новую Зеландию и Австралию, вернулся в Англию, совершив таким образом кругосветное плавание.
После возвращения из кругосветного плавания «Бигль» отправился в следующую гидрографическую экспедицию. В 1837—1841 годы под командованием Джона Викема он ходил для картографической съёмки северного побережья Австралии. В 1841—1843 годы проводилась съёмка побережья Новой Зеландии. Командовал кораблём Джон Стокс, сменивший Викема, который уволился с флота по состоянию здоровья. Оба офицера ранее служили под командованием Роберта Фицроя и участвовали в кругосветном плавании «Бигля».
После четвёртой экспедиции в 1845 году был переоборудован в таможенное сторожевое судно и нёс береговую службу в Саутенде, в устье реки Темзы.
В 1870 году был продан и разобран.

## Память о «Бигле»
- В честь корабля назван пролив Бигля в архипелаге Огненная Земля.
- В честь Бигля назван астероид (656) Бигль, открытый в 1908 году.
- В 2008 году островами Тристан-да-Кунья была выпущена монета достоинством в одну крону из серии «Исторические и знаменитые корабли Королевского флота», посвящённая «Биглю».
- Бигль-2 — посадочный модуль, предназначенный для исследований в рамках миссии Марс-экспресс в 2003 году.